# Heda
Heda je žensko osebno ime.

## Izvor imena
Ime Heda je različica ženskega osebnega imena Hedvika.

## Pogostost imena
Po podatkih Statističnega urada Republike Slovenije je bilo na dan 31. decembra 2007 v Sloveniji število ženskih oseb z imenom Heda: 37.

## Osebni praznik
V koledarju je ime Heda skupaj z imenom Hedvika; god praznuje 16.oktobra.